# Joseph Joffo

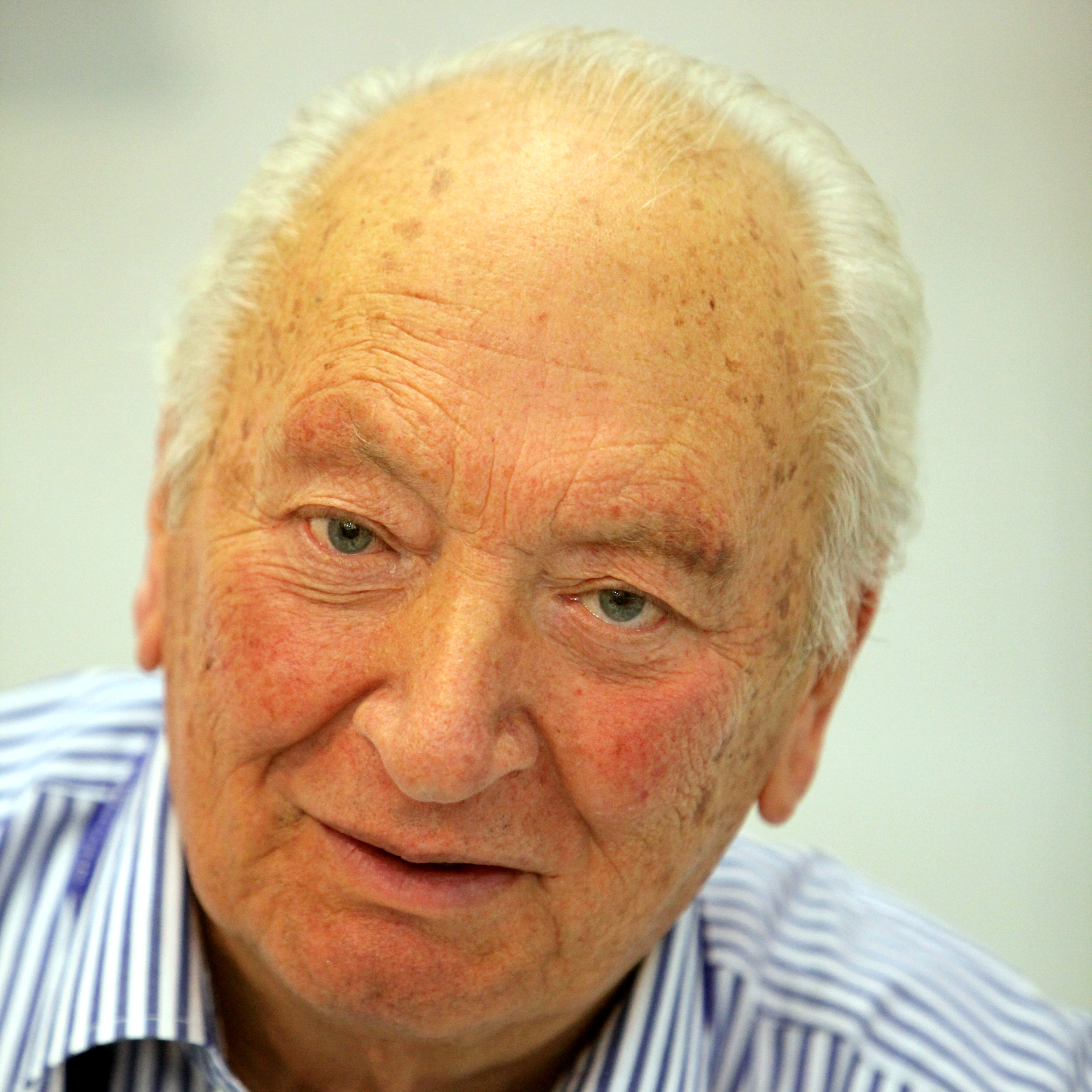
Joseph Joffo in 2011

Joseph Joffo (Parijs, 2 april 1931 – Saint-Laurent-du-Var, 6 december 2018) was een Franse schrijver van Joodse afkomst, die vooral autobiografische romans schreef.

## Biografie

### Oorlogsjaren
Hij werd geboren en groeide op in Parijs en woonde met zijn familie in Rue de Clignancourt waar zijn vader een kapperszaak had. Bij het uitbreken van de Tweede Wereldoorlog verslechterde de situatie voor de familie Joffo, aangezien zij Joods waren. In 1942 vlucht Joffo op 11-jarige leeftijd samen met zijn broer, die 13 jaar was, naar hun twee oudere broers, Henri en Albert Joffo. Deze broers waren al eerder de demarcatielijn overgestoken en hadden een kapperszaak geopend in Menton. 
Later verhuisden ze naar Nice waar ze bij de rest van de familie gingen wonen. Nice lag toen op Frans gebied dat bezet was door de Italianen. Op 8 september 1943 verlieten de Italianen het gebied om hun eigen land te verdedigen tegen de Geallieerden. Op 10 september werd Nice bezet door de Duitsers waardoor de familie Joffo weer moest vluchten. Vader Joffo stuurde Joseph en Maurice naar een metgezellenkamp, Le camp des jeunes Compagnons de France. Na een paar maanden in het kamp trokken Joseph en Maurice naar Nice om hun familie te zien. Maar ze werden gearresteerd door de Gestapo. Na een paar weken werden ze dankzij een vals doopbewijs vrijgelaten en terug naar het kamp gebracht. Nadien werd hun vader opgepakt door de Gestapo. Omdat het snel duidelijk zou zijn geworden dat hun doopbewijs vals was, vluchtten ze naar hun zus. Zij gaf hun de opdracht naar iemand in een klein dorpje tussen Nice en Aix-les-Bains te gaan. Hier bleven ze tot Parijs bevrijd werd door de geallieerden. In Parijs werd de familie Joffo herenigd op vader Joffo na, die om het leven kwam in het concentratiekamp Auschwitz.

### Na de oorlog
Na de oorlog werd Joffo kapper, net als zijn vader. Na een ski-ongeluk begon hij in 1971 zijn herinneringen aan zijn kinderjaren op te schrijven. Dit deed hij tot aan zijn dood. Het manuscript van zijn eerste roman Un sac de billes (1973) werd door een dertigtal uitgevers geweigerd alvorens te worden geaccepteerd door Éditions Jean-Claude Lattès. Het werd een internationale bestseller waaraan de Académie française in 1974 de Prix Broquette-Gonin toekende en die tweemaal is verfilmd, in 1975 en in 2017. Het vormt met Baby-foot (1977) en Agates et calots (1997) een trilogie. In Anne et son orchestre (1975) beschrijft Joffo de jeugdjaren van zijn moeder.
Joffo overleed na een kort ziekbed op 87-jarige leeftijd in een ziekenhuis in Saint-Laurent-du-Var.

## Werken
- Un Sac de billes (1973)
- Anna et son orchestre (1975). Ned. vert. Applaus voor Anna. Amsterdam: Elsevier, 1976
- Baby-foot (1977)
- La vieille Dame de Djerba (1979)
- Tendre Été (1981)
- Le Cavalier de la terre promise (1983)
- Simon et l'enfant (1985)
- Abraham Lévy, curé de campagne (1988)
- La jeune Fille au pair, (1993)
- Je reviendrai à Göttingen (1995)
- Agates et Calots (1997)
- Un enfant trop curieux (1998)
- Les Aventuriers des nouveaux mondes (2001)
- La Guerre à l'italienne (2006)
- Incertain sourire (2007)
- Le Fruit aux mille saveurs, La Carpe et Le Rouge-gorge (drie kinderverhalen)

- Bibsys: 90564940
- Biblioteca Nacional de España: XX1057209
- Bibliothèque nationale de France: cb11908878x (data)
- Catàleg d'autoritats de noms i títols de Catalunya: 981058608201806706
- CiNii: DA13514135
- Gemeinsame Normdatei: 119178222
- International Standard Name Identifier: 0000 0000 8115 1783
- Library of Congress Control Number: n50038341
- Nationale Bibliotheek van Tsjechië: kup19970000044885
- Nationale Bibliotheek van Israël: 987007263565405171
- Nederlandse Thesaurus van Auteursnamen: 069717982
- LIBRIS: 226989
- Système universitaire de documentation: 026938928
- Virtual International Authority File: 36920151
- WorldCat: E39PBJqw4fVVfk8jQKH9MkXjmd